# Eduardo Pérez Bulnes
Eduardo Pérez Bulnes (Córdoba, Virreinato del Río de la Plata, 1785 - Córdoba, Argentina, 1851) fue un político argentino, líder federal de su provincia y miembro del Congreso de Tucumán; firmó el acta de la Independencia Argentina.

## Biografía
Hijo de un funcionario real, se educó en el Real Colegio Convictorio de Nuestra Señora de Monserrat y estudió derecho en la Universidad local. Al producirse la Revolución de Mayo se enroló como oficial de las milicias urbanas de Córdoba, dedicadas a la policía de la ciudad. Fue regidor del Cabildo de Córdoba en 1811.
Desde fecha temprana fue uno de los líderes del grupo autonomista, opuesto al unitarismo de los Triunviratos y del Director. En 1815 apoyó la elección del gobernador federal José Javier Díaz, que lo nombró jefe de la policía de la provincia. También fue miembro de la legislatura local.
En 1816 fue elegido diputado al Congreso de Tucumán, y en tal carácter fue de los que proclamó la Independencia de las Provincias Unidas del Río de la Plata el 9 de julio de ese año. Por su pertenencia al partido federal tuvo serios encontronazos con la mayoría unitaria del mismo. Como los diputados cordobeses José Antonio Cabrera y Miguel Calixto del Corro, fue expulsado del Congreso a principios de 1817, cuando se negó a trasladarse con el mismo a Buenos Aires. Como esperaba, allí el Congreso se transformó en un núcleo unitario.
No apoyó a su hermano, Juan Pablo Bulnes en sus rebeliones contra el gobernador Díaz, a quien apoyó hasta el final de su mandato. Volvió a apoyar a Díaz en 1820, y fue elegido diputado provincial. En un principio se opuso al gobernador Juan Bautista Bustos, pero más tarde se unió a él. Fue diputado al Congreso General de 1824 en Buenos Aires, donde se pasó al partido unitario en oposición a la posición de la política regente en su provincia, apoyando la constitución unitaria de 1826. La provincia revocó su mandato, pero el congreso decidió que siguiera en su cargo. Su propio hermano Juan Pablo presidió la sesión de la Legislatura que rechazó la constitución unitaria.
Regresó a Córdoba al producirse la invasión de José María Paz y se incorporó al gobierno como diputado provincial y presidente de la Legislatura. Fue enviado como mediador ante Facundo Quiroga en vísperas de la batalla de Oncativo. Se retiró de la vida pública a la caída de Paz.
Una calle en Buenos Aires lleva su nombre.